# Фаа (коммуна)
Фаа (фр. Faaa, таит. Fa'a'ā) — коммуна, расположенная на северо-западном побережье Таити во Французской Полинезии.

## Географическое положение
Фаа — одна из 12 коммун, расположенных на острове Таити, входящем в административное подразделение Наветренные острова.

## Население
Фаа является самой населённой коммуной Таити и всей Французской Полинезии. 
| Год  | Численность | Численность |
| ---- | ----------- | ----------- |
| 2012 | 29 687      |             |
| 2017 | 29 506      | [ 2 ]       |
| 2022 | 29 826      | [ 1 ]       |